# Хронологија радничког покрета и КПЈ 1927.
| претходна целина: ◄ до 1919. |                              |
| Хронологија радничког покрета и Комунистичке партије Југославије од 1919. до 1929. године 1919. 1920. 1921. 1922. 1923. 1924. 1925. 1926. 1927. 1928. 1929. | следећа целина: 1930—1939. ► |

Хронолошки преглед важнијих догађаја везаних за Раднички покрет Југославије и Комунистичку партију Југославије (КПЈ), као и општа политичка дешавања која су се догодила у Краљевини Срба, Хрвата и Словенаца током 1927. године.
| Јануар Фебруар Март Април Мај Јун Јул Август Септембар Октобар Новембар Децембар |

## Јануар

#### 1. јануар
- У Београду, од 1. до 2. јануара, одржана Конференција представника дрводељских радника чланова Независних синдиката из Србије, Војводине и Хрватске и Славоније. На Конференцији је одлучено да се савезна централа из Љубљане пресели у Загреб (због иступања дрводељских радника Словеније из Независних синдиката и њиховог преласка у Уједињени раднички савез).[1]

#### 11. јануар
- У Београду из затворске болнице у Видинској улици (данас улица Џорџа Вашингтона), у којој се као осуђеник налазио на лечењу, побегао Коста Новаковић. Он је 26. новембра 1926. био осуђен на пет година затвора. После бекства из затворске болнице он је емигрирао у Совјетски Савез (више се никада није вратио у земљу, а 1938. је страдао у стаљиновим чисткама).

#### 23. јануар
- Одржани обласни избори у 33 области Краљевине Срба, Хрвата и Словенаца. Илегална Комунистичка партија Југославије (КПЈ) је на ове изборе изашла преко кандидатске листе „Републикански савез радника и сељака“ и освојила 42.866 гласова. Најбољи резултат КПЈ је остварила у Хрватској и Славонији где је освојила 8.696 гласова и два одборничка места у Загребу (изабрани Иван Крндељ и Камило Хорватин). Иако је став Политбироа ЦК КПЈ био да се на изборе изађе под листом савеза радника и сељака, у појединим покрајинама се од тога одустало. У Србији се изашло под листом „Независни радници“, а пошто им полиција није дозволила да одрже ниједан политички збор освојили су свега око 1.800 гласова, од чега 847 у Београду. У Далмацији је дошло до коалиције са Радићевим дисидентима из ХСС-а и створена је коалиција „Хрватски сељачко-раднички блок“, што је довело до смањења терена за политичко деловање међу нехрватским становништвом у Далмацији и Боки которској (ова грешка је била поновљена и на парламентарним изборима у септембру). У Словенији је дошло до савеза са социјалистима и створена је коалиција „Раднички блок“, али је ова одлука критикована на Пленуму ЦК КПЈ у априлу.

## Фебруар

#### 1. фебруар
- Формирана нова Влада Краљевине СХС на чијем је челу налазио Никола Узуновић, један од вођа Народне радикалне странке. До пада претходне Владе, дошло је након обласних избора на којима је Хрватска сељачка странка остварила добар резултат и тражила пето министарство у Влади. (Влада је постојала је до 17. априла када је заменила Влада Велимира Вукићевића.
- У Београду одржано поновно суђење Владиславу Миленковићу и Златку Шнајдеру, због ширења комунистичке пропаганде. Они су били ухапшени 22. марта 1925. због комунистичке пропаганде, али су на првом суђењу 16. децембра били ослобођени и пуштени на слободу. Пошто је Касациони суд поништио ову пресуду, 20. октобра 1926. су осуђени на по годину дана затвора, али је Апелациони суд и ову пресуду укинуо. На поновљеном суђењу, Владиславу Миленковићу је потврђена казна од годину дана затвора и он је пуштен на слободу, пошто је већ у притвору одлежао 14 месеци, док је Златко Шнајдер осуђен на пет година затвора. Браниоци осуђених били су Угљеша Јовановић, Рајко Јовановић и Страхиња Петровић.

#### 8. фебруар
- У Загребу ухапшен Илија Шумановац, обућарски радник и члан КПЈ, под оптужбом да је током 1925. и 1926. године као секретар Централне управе Савеза радника кожарско-прерађивачке индустрије и обрта Југославије (СРКПИ и ОЈ) вршио „комунистичку пропаганду“ (на суђењу пред Судбеним столом у Загребу од 9. до 13. августа био је осуђен на годину и девет месеци затвора).[2]

#### 20. фебруар
- Обласни секретаријат СКОЈ-а за Македонију, после одржаног Пленума упутио писмо Бироу Централног комитета Савеза комунистичке омладине Југославије (СКОЈ) у коме је тражено да се два члана СКОЈ-а из Македоније упуте у Централну школу. У писму су предложена три кандидата од којих је Биро ЦК СКОЈ-а требало да одабере два.[3]

| Јануар Фебруар Март Април Мај Јун Јул Август Септембар Октобар Новембар Децембар |

## Март

#### 8. март
- У Сарајеву прослављен међународни дан жена, који је организовао женски агитациони одбор. О значају дана жена говорила је Мира Рајковић.[3]

#### 17. март
- У Београду у Кнез Михајловој улици испред зграде Окружног суда извршен неуспешан покушај бекства из затвора Златка Шнајдера, члана ЦК СКОЈ-а. Према унапред договoреном плану, Златко је због посете оца из Загреба, био допремљен из притвора у „Главњачи“ у зграду суда. Након сусрета са оцем, Златко је у пратњи једног жандарма кренуо ка притвору. На изласку из суда, Златка је чекао припремљен аутомобил за бег. Након онеспособљавања жандарма, Златко је потрчао ка аутомобилу, који је већ био у покрету, али није успео да ускочи и био је поново ухваћен. Један од организатора овог неуспелог бекства био Мијо Орешки, члан ЦК СКОЈ-а.

#### крајем марта
- У Београду у Триглавској улици, на Пашином брду, полиција у стану металског радника Петра Стокића открила илегану штампарију СКОЈ-а у којој је штампан илегални лист Млади бољшевик. Истог дана ухапшени су Петар Стокић, Вилим Хорвај и Цвијетин Михаиловић.[3]
- У Јагомиру, код Сарајева илегално прослављена годишњица Париске комуне (успостављена 26. марта у Паризу и постојала је до 26. маја 1881). На прослави је присуствовало петнаестак истакнутих комуниста, међу којима су били — др Владо Јокановић, Огњен Прица, Ката Говорушић, Иван Велицки, Петар Пешут и други.[3]

## Април

#### 3. април
- У Загребу одржана скупштина месне Подружнице Савеза радника металне индустрије и обрта Југославије (СРМИ и ОЈ) на којој је размотрен положај металских радника и изабрана нова управа. У нову управу изабран је и металски радник Јосип Броз на положај секретара, а за председника је изабран Месуд Мујкић.[4]

#### 7. април
- У Сарајеву одржана оснивачка скупштина Савеза радничких културних и спортских друштава Босне и Херцеговине, на којој су присуствовали делегати сарајевских радничких друштава — „Пролетер“, „Хајдук“, „Пријатељ природе“ и „Графичар“, као и делегати из Мостара, Коњица, Бање Луке, Тузле, Јајца, Теслића, Вареша, Дрвара и Вишеграда.[3]

#### 17. април
- Формирана нова Влада Краљевине СХС на чијем се челу налазио Велимир Вукићевић, један од вођа Народне радикалне странке (Влада је постојала до 27. јула 1928. када је заменила Влада Антона Корошеца). За време мандата ове Владе, 20. јуна 1928, извршен је атентат у Народној скупштини, када је убијено пет посланика Хрватске сељачке странке.

- У Београду, 17. и 18. априла на позив Централне управе Савеза радника металне индустрије и обрта Југославије (СРМИОЈ) одржана Земљаска конференција железничких радника. Конференцији је присуствовао 21 делегат и на њој је анализиран положај железничара и план њиховог организационог уједињења у засебан савез. Пошто се већина делегата није сложила са издвајањем железничких радника у посебан савез, они су остали у склопу СРМИОЈ. Такође, на Конференцији је донета представка која је била упућена Министарству саобраћаја и у њој је био изложен положај железничких радника и њихови проблеми.[3]

#### 26. април
- У Београду одржан Трећи пленум Централног комитета Комунистичке партије Југославије (познат и као Априлски пленум ЦК КПЈ), на коме је анализирана економска, спољна и унутрашња политичка ситуација у Југославији (почетком године настала је криза у италијанско-југословенским односима и КПЈ је тај сукоб окарактерисала као сукоб италијанског и француског империјализма за превласт на Балкану), као и целокупна делатност Партије у последњих шест месеци. Посебна пажња поклоњена је припремама за предстојећи Први конгрес Независних синдиката. У периоду од Трећег конгреса (одржан маја 1926) до Априлског пленума „фракцијска борба“ је била у пуном јеку, али пошто су ставови „десничара“ изазвали реакцију „неутралних“ чланова на Пленуму су власт у партији преузели „левичари“. На крају Пленума донет је Проглас Рат рату. Радницима и сељацима свију нација Југославије у коме су изнети закључци са конференције.[3]

#### крајем априла
- Управа града Београда издала је наредбу којом је строго забрањена прослава Празника рада 1. маја. Овом наредбом забрањене су првомајске поворке, ношење радничких амблема, слика Владимира Лењина и других радничких обележја, а најстрожије је забрањено одржавање зборова. [3]
- Јосип Броз кооптиран у чланство Месног комитета КПЈ за Загреб.[4]

| Јануар Фебруар Март Април Мај Јун Јул Август Септембар Октобар Новембар Децембар |

## Мај

#### 1. мај
- Првомајске прославе, у организацији Независних синдиката одржане у Сарајеву, Новом Саду, Земуну, Шапцу, Ваљеву, Крагујевцу, Штипу, Нишу, Крушевцу, Ужицу, Пироту и Прокупљу.[5]
- У Београду, упркос првобитној забрани на позив Централог радничког синдикалног одбора Независних синдиката организована прослава Празника рада. Прослава је одржана у препуној дворани и башти хотела „Славија“, а на скупу су говорили Миодраг Манојловић, председник Црнтралног синдикалног одбора и Лаза Стефановић.
- У Загребу одржан првомајски збор, коме је присуствовало преко 4.000 радника, а потом је у биоскопу „Олимп“ одржано предавања о Првом мају и положају радничке класе Југославије на коме је говорио Иван Крндељ, члан ПК КПЈ за Хрватску и Славонију. Овом скупу присуствовао је и Јосип Броз, члан МК КПЈ за Загреб.[4]
- У Београду покренут лист Нови покрет, као месечни часопис за привредна, друштвена и политичка питања. Лист је од самог почетка био на полицијском удару и од укупно 18 бројева, полиција је запленила 17, а лист је дефинитивно забрањен 15. децембра. Један од покретача и сарадник овог листа био је новинар Отокар Кершовани.[5]
- У Никшићу, под утицајем формиран Раднички спортски клуб „Хајдук“. Постојао је до 1929. године, када је забрањен увођењем „Шестојануарске диктатуре“, а до тада је играо фудбалске утакмице са радничким спортским клубовима — „Мостар“ из Требиња, „Ловћенка“ са Цетиња, „Зора“ из Даниловграда и др.[5]

#### 22. мај
- У Београду од 22. до 24. маја одржан Конгрес Савеза радника шивачко-одевне индустрије и обрта Југославије, коме је присуствовало 46 делегата. Конгрес се бавио питањима организације, штрајкачке политике и др. Одлучено је да се индустријски радници организују по секцијама у својим предузећима, а да се занатлијски радници организују по професијама. Такође је одобрено формирање Покрајинских секретаријата и изабрани су делегати за Конгрес Независних синдиката.[5]

#### 29. мај
- У Загребу од 29. до 30. маја одржан Конгрес Савеза радника грађевне индустрије и обрта Југославије, коме је присуствовало 19 делегата. На Конгресу је поднет извештај о раду и изабрана нова Централна управа Савеза.[5]

#### у току маја
- У Подгорици одржана Прва покрајинска конференција СКОЈ-а за Црну Гору, на којој је за секретара ПК СКОЈ-а изабран Радован Вукановић.[5]
- Одлуком Покрјаинског руководства Савеза радника метлане индустрије и обрта Југославије (СРМИОЈ) за Хрватску и Славонију, Јосип Броз постављен на дужност Обласног секретара СРМИОЈ за Загреб (пре овога Јосип Броз је 16. маја изабран за члана Извршног одбора Месног радничког синдикалног већа Загреба).[4]

| Јануар Фебруар Март Април Мај Јун Јул Август Септембар Октобар Новембар Децембар |

## Јун

#### 4. јун
- На Конгресном трг у Љубљани 4. и 5. јуна одржан раднички слет који су организовали Социјалистичка партија Југославије и реформистички синдикати. Пошто организатори нису дозволили да комунистички представник добије реч, део сакупљених радника је отишао пред Раднички дом на Турјашком тргу, где су говорили Сима Марковић и Франце Клопчич.[5]

#### 5. јун
- У Београду 5. и 6. јуна одржан Трећи конгрес Савеза радника кожарско-прерађивачке индустрије и обрта Југославије, коме су присуствовала 42 делегата. На Конгресу је донета одлука о формирању покрајинских секретеријата и изабрано је ново руководство Савеза на челу са Благојем Паровићем, који је изабран за секретара Централне управе.[5]

#### 10. јун
- У Београду 10. и 11. јуна одржан Трећи Конгрес Савеза радника металне индустрије и обрта Југославије, коме је присуствовало само 18 делегата из пододбора, као и 33 чланова Извршног одбора. Конгрес је донео одлуку о оснивању покрајинских одбора и сазивању покрајинских конференција. На крају Конгреса изабрана је нова Централна управа, чији је члан постао и Јосип Броз.[5][4]

#### 12. јун
- У Београду, од 12. до 17. јуна, одржан Први конгрес Независних синдиката Југославије, коме је присуствовало 57 делегата из Србије, Војводине и Хрватске (овој био једини Конгрес; у другим деловима земље Независни синдикати су били или угушени или забрањени). Конгрес се бавио свим животним питањима Независних синдиката — социјално-политичким положајем и задацима организације, као и пореском политичком и радничким законодавством у Краљевини СХС, уједињењем синдикалног покрета, формирање Савеза културно-уметничких друштава и спортских група и др. На крају су донете одлуке о тактици јединственог синдикалног фронта, о организацији синдиката на принципу индустријских савеза и секција и о преношењу тежишта синдикалног рада на велика предузећа главних индустријских грана. Упркос отпору десних опортуниста, Конгрес је утврдио револуционарну линију Независних синдиката.[5]

#### 15. јун
- Распуштена Народна скупштина Краљевине Срба, Хрвата и Словенаца, а ванредни парламентарни избори заказани за 11. септембар.

#### 17. јун
- У Београду одржана пленарна седница Централне управе Независних синдиката, на којој је изабрано ново руководство Извршног одбора Централног радничког синдикалног одбора Југославије (ЦРСОЈ) у саставу — Миодраг Манојловић председник, Јосип Секељи потпредседник, Лаза Стефановић први секретар, Миливоје Каљевић други секретар, Никола Груловић благајник. Такође на пленуму су одређени и уредници листа Оковани радник — Михаило Тодоровић је постављен за уредника београдског, а Иван Крндељ за уредника загребачког издања.[6]

#### 24. јун
- У Београду одржана седница Извршног одбора Централног радничког синдикалног одбора Југославије (ЦРСОЈ) на којој је формирана Комисија за рад међу женама, чији је основни задатак био да привуче раднице у синдикалне организације и да оформи комисије за рад међу женама при обласним секретaријатима СРСОЈ и месним радничким синдикалним већима.[6]

| Јануар Фебруар Март Април Мај Јун Јул Август Септембар Октобар Новембар Децембар |

## Јул

#### 1. јул
- У Никшићу почео да излази лист Радни народ, који је био гласило Покрајинског комитета КПЈ за Црну Гору. Лист је излазио на петнаест дана у тиражу 1.000-1.500 примерака, а забрањен је јула 1928. године. Покретачи листа и његови редактори били су Никола Ковачевић, Блажо Раичевић и Станко Драгојевић.[6]

#### почетак јула
- У Загребу чланови Месног комитета КПЈ за Загреб (у то време једна од највећих партијских организација у Југославији) бирају Јосипа Броза за организационог секретара Месног комитета.[4]

#### 10. јул
- У Новом Саду одржана Прва покрајинска конференција Независних синдиката за Војводину, на којој је конституисана ова Покрајинска организација. На Конференцији су разматрани најактуелнији проблеми Незавсних синдиката у Војводини - даље омасовљавање Савеза пољопривредних радника, масовније организовање фабричких радника у Независне синдикате, штампа на језицима националних мањина, организовање омладине и жена у Независним синдикатима, положај незапослених радника и помоћ незапосленима и друго. За првог председника Покрајинског одбора Независних синдиката за Војводину изабран је столарски радник и дугогодишњи синдикални активиста у Војводини Андрија Полгар.[6]

#### 14. јул
- У Загребу полиција ухапсила Јосипа Броза, секретара МК КПЈ за Загреб и др Мирослава Делића, лекара Ортопедске болнице „Свети Дух“ под оптужбом да су током боравка у Краљевици, 1925. и 1926. године ширили комунизам и да су у вези са раније ухапшеним радницима из Краљевице и Бакра, код којих је био пронађен разни комунистички материјал. Обојица су сутрадан били пребачени у Бакар, где се пред Котарским судом водила истрага против њих, а били су притворени у затвору у Огулину (Јосип Броз је у притвору остао све до 22. августа).[4]

#### 27. јул
- У Трсту (Краљевина Италија) радници бродоградилишта „Свети Марко“ прекинули рад у знак протеста против смртне пресуде која је у Сједињеним Америчким Државама изречена радницима италијанског порекла Николи Саку (Nicola Sacco) и Бартоломеју Ванцетију (Bartolomeo Vanzetti), због наводне пљачке и убиства из 1920. године. (На дугогодишњем политички монтираном процесу, који је изазвао велику пажњу међународне јавности, осуђени су на смрт. Након погубљења на електиричној столици 23. августа, добили су статус мученика међу америчким и светским левичарима). Овај штрајк организовали су комунисти и био је једини у читавој Краљевини Италији, којом је већ владао фашистички режим Бенита Мусолинија.[7]

#### 31. јул
- У Љубљани одржана Пета покрајинска конференција КПЈ за Словенију. На Конференције се расправљало о односима у руководству Покрајинског комитета, с обзиром на фракцијске борбе у КПЈ и о проблему заједничког иступања са реформистима на изборима. Конференција се на иницијативу Јакоба Жорге, представника ЦК КПЈ, који је на основу закључака Трећег пленума ЦК КПЈ (одржан у априлу) критиковао повезивање словеначких комуниста са социјалистима у заједнички изборни фронт (Упркос одлукама ове Конференције, део руководства КПЈ у Словенији се на септембарским изборима повезао са социјалистима. Овакво изборно повезивање је најоштрије било осуђено на Четвртом конгресу КПЈ, новембра 1928).[7]

#### у току јула
- У Београду ухапшен организациони секретар КПЈ Радомир Вујовић (на суђењу фебруара 1928. због комунистичке делатности био је осуђен на девет месеци, али му је у марту одржано ново суђење на коме је био осуђен на пет година затвора).
- Убрзо по доласку у земљу из Беча, хапшен новинар и члан КПЈ Лабуд Кусовац (на суђењу фебруара 1928. године био је ослобођен оптужби за комунистичко деловање, али је убрзо поново напустио земљу).

| Јануар Фебруар Март Април Мај Јун Јул Август Септембар Октобар Новембар Децембар |

## Август

#### почетак августа
- У Београду полиција упала у просторије Лиге за заштиту права грађана и помагање жртвама реакције, извршила претрес и потом конфискацију целокупне архиве. Потом је била пронета „вест“ да су у просторијама Лиге одржавају тајни комунистички састанци и да је секретар Лиге новинар Отокар Кершовани примао плату од комуниста.[7]

#### 9. август
- У Загребу од 9. до 13. августа одржан судски процес на коме је Илија Шумановац, обућарски радник, члан КПЈ и бивши секретар Савеза радника кожарско-прерађивачке индустрије и обрта Југославије (СРКПИ и ОЈ), због вршења комунистичке пропаганде осуђен на казну затвора од две године (казна је касније умањена на годину и девет месеци).

- У Београду ухапшен Ђуро Ђаковић, члан Политбироа ЦК КПЈ (убрзо потом је протеран из Београда).

#### 10. август
- У Београду полиција забранила одржавање протестног радничког збора против извршења смртне казне, која је у Сједињеним Америчким Државама изречена радницима италијанског порекла Николи Саку и Бартоломеју Ванцетију. Казна је првобитно требало да буде извршена 14. августа, али је померена и извршена 23. августа.

#### 12. август
- У Београд допутовао познати чехословачки адвокат др Теодор Бартошек, представник Комитета за одбрану жртава белог терора на Балкану и потпредседник Чехословачке лиге за борбу против реакције. Циљ његовог доласка у Београд је био да се информише шта се догађа са ухапшеним комунистима — Радомиром Вујовићем, организационим секретаром КПЈ, Јосипом Брозом, организационим секретаром МК КПЈ за Загреб и Лабудом Кусовцем, чланом КПЈ, који су били ухапшени под оптужбом за ширење комунистичке пропаганде.
- У Сарајеву група комуниста покушала да преда на оверу суду кандидатску листу за парламентарне изборе чији је носилац листе био Ђуро Ђаковић. Полиција је спречила овај покушај ухапсивши на лицу места неколико потписника, а касније су скоро сви од укупно 140 потписника били саслушавани у полицији и прогоњени.[7]

#### 18. август
- У Загребу ухапшен Душан Грковић, члан КПЈ и бивши секретар Централне управе Савеза радника кожарско-прерађивачке индустрије и обрта Југославије (СРКПИиОЈ). Био је ухапшен у току изборне кампање за парламентарне изборе (одржани 11. септембра). Из затвора је био пуштен условно 16. септембра, а 22. септембра је био кажњен са пет година прогона из Загреба.
- У Ваљеву група комуниста покренула легални лист „Глас радника и сељака“. Овај лист престао је да излази 7. септембра, а изашла су укупно четири броја. Један од сарадника у овом листу био је Драгојло Дудић.[7]

#### у току августа
- У току предизборне кампање за парламентарне изборе одржане су окружне и среске конференције Републиканског савеза радника и сељака у Чачку, Обреновцу, Убу, Ваљеву, Ужицу, Рачи Крагујевачкој, Крагујевцу, Аранђеловцу на којима су истицане кандидатске листе на народне посланике.[7]
- На планини Црепољско, у близини Сарајева одржана је Прва покрајинска конференција КПЈ за Босну и Херцеговину на којој је био изабран нови Покрајински комитет у саставу: Јулио Вареско, Паво Твртковић, Ката Говорушић, Огњен Прица, Владо Јокановић, Бранко Брујић, Перо Пешут, Мехо Курто и Мехмед Јакубовић. На овој Конференцији изабран је и одбор Црвене помоћи за Босну и Херцеговину.[7]
- У Македонији, по налогу Централног комитета СКОЈ-а изабран нови Обласни секретаријат СКОЈ-а у саставу: Љубица Мијалковић, Страхил Бајловски и Коча Попов.[7]

| Јануар Фебруар Март Април Мај Јун Јул Август Септембар Октобар Новембар Децембар |

## Септембар

#### 9. септембар
- У Загребу ухапшен Благоје Паровић, члан КПЈ и секретар Централне управе Савеза радника кожарско-прерађивачке индустрије и обрта Југославије. Он је 18. септембра осуђен на 14 дана затвора, због сукоба са судском стражом. По истеку казне, није био пуштен већ је у притвору задржан до 3. марта 1928. године, када га је Судбени стол у Загребу осудио на пет година изгнанства из Загреба (после његовог хапшења дужност секретара Савеза кожарских радника преузео је Јосип Броз).[8]

#### 11. септембар
- Одржани избори за Народну скупштину Краљевине Срба, Хрвата и Словенаца. На изборима је од 3.375.593 бирача гласало 2.324.569 (68,9%). Највећи број гласова на изборима освојила је Народна радикална странка — 112 мандата; резултат преосталих парламентарних страна био је следећи: Хрватска сељачка странка (на изборе изашла под именом Народна сељачка странка) — 61 мандат, Југословенска демократска странка — 61 мандат, Самостална демократска странка — 22 мандата, Словенска људска странка — 20 мандата, Југословенска муслиманска организација — 18 мандата, Земљорадничка странка — 9 мандата, Немачка странка — 6 мандата и остале партије — 6 мандата. Комунистичка партија Југославије (КПЈ) је на изборима учествовала у оквиру „Републиканског савеза радника и сељака“ и освојила 43.114 гласова, али због лошег изборног закона није успела да освоји ниједно место у парламенту.[7][9]

## Октобар

#### 2. октобар
- У Београду одржана Пленарна седница Централне управе Централног радничког синдикалног одбора Југославије (ЦРСОЈ) на којој је разматран рад Независних синдиката после Првог конгреса (одржаног у јуну). На седници је одобрен рад дотадашњег Извршног одбора.[10]

#### 9. октобар
- У Смедереву одржана Друга конференција радничких представника из југословенских фабрика вагона. На Конференцији је разматран положај радника у овим фабрикама, као и резултати акција Прве конференције. Договорено је да се радници фабрика вагона убудуће о свему међусобно обавештавају, договарају и иступају јединствено.[10]

#### 17. октобар
- У Загребу одржана Пленарна седница Месног радничког синдикалног већа (МРСВ) Независних синдиката на којој је разматран извештај о раду Извршног одбора. На седници је реферат поднео Јосип Броз, члан Извршног одбора МРСВ у коме је осуђена политика ЦРСОЈ-а, који је водио кампању против загребачког МРСВ. Овај реферат је током седнице био усвојен као Резолуција МРСВ Загреба. Такође на седници је формирана Комисија за рад међу женама, проширен је Извршни одбор и изабран нови секретар МРСВ Загреба — Јосип Броз (ово је био почетак антифракцијске борбе коју је водио Јосип Броз Тито унутар КПЈ).[10][8]

#### 18. октобар
- У Београду од 18. до 27. октобра полиција ухапсила око 40 комуниста под оптужбом за илегални рад против државе. Хапшење је вршено у три наврата — 18, 26. и 27. октобра. Дана 18. октобра ухапшени су били: Никола Котур, студент архитектуре; Павле Ковачевић, приватни чиновник; Иван Бријачек, кројачки радник; Душан Поповић, обућарски радник; Обрен Николић, обућарски радник; Василије Стојкић, дрводељски радник; Милош Матијевић, текстилни радник; Јосип Цази, металски радник; Сима Миљуш, новинар и др. Дана 26. октобра ухапшени су Сима Марковић, политички секретар ЦК КПЈ; Лаза Стефановић, секретар ЦРСОЈ, а 27. октобра: Гојко Самарџић, Рудолф Вихтнер, Милорад Петровић, Отокар Кершовани, Вукота Цветковић, Никола Бољевић, Саво Медан и др. Овим хапшењем био је затворен скоро цео актив СКОЈ-а из Београда, као и део најужег руководства КПЈ (током истражног поступка сви ухапшени су били затворени у злогласној „Главањачи“ и мучени што је изазвало осуду јавности, а њих 25. је суђено од 13. до 16. фебруара 1928).[10]

#### 25. октобар
- У Огулину, пред Судбеним столом отпочело суђење Јосипу Брозу и још шесторици другова познато и као „Огулински процес“. Оптужени су били Иван Дујмић (1893), Иван Правдица (1908), Раде Целер (1896), Јосип Броз (1892), Ловро Јуретић (1894), Вјекослав Франовић (1905) и Филип Павешић (1902), због ширења комунистичке пропаганде. Према Закону о заштити државе, 28. октобра је донта пресуда по којој је — Иван Дујмић на годину дана, Раде Целер и Јосип Броз на седам и Иван Правдица шест месеци затвора, док су остали ослобођени оптужби. На ову пресуду уложена је жалба, па им је 31. октобра 1928. године казна смањена — Дујмићу на девет, Целеру и Брозу на пет и Правдици на три месеца затвора (пошто је Јосип Броз у међувремену био ухапшен и новембра 1928. на „Бомбашком процесу“ осуђен на пет година затвора, остатак ове казне одслужио је тек по повратку из затвора у Марибору, од 15. новембра 1933. до 12. марта 1934).[10][8]

#### 31. октобар
- У Београду одржано суђење на коме су Вилим Хорвај и Петар Стокић осуђени на по годину дана затвора због ширења комунистичке пропаганде. Поред њих оптужен је био и Цветин Михаиловић, али је он током суђења био ослобођен оптужбе.

| Јануар Фебруар Март Април Мај Јун Јул Август Септембар Октобар Новембар Децембар |

## Новембар

#### 14. новембар
- У Дугој Реси, код Карловца отпочео штрајк око 330 радника ткачнице „Домаће творнице предења и ткања д.д.“ који су били чланови Савеза радника одевне индустрије и обрта (СРОИОЈ) Независних синдиката са циљем тражења већих надница. У штрајк се умешала полиција, па су синдикални функционери били одвођени на саслушање у Карловац. Након 12 дана штрајка управа фабрике је прогласила „лок аут“, што је само изазвало остатак радника, њих око 1850 да и они током септембра ступе у штрајк. Штрајк је завршен сломом 28. јануара 1928. године након интервенције полиције и након што се у штрајк уплео Општи раднички савез.[11]

#### 20. новембар
- У Београду одржана Пленарна седница Централне управе Централног радничког синдикалног одбора Југославије (ЦРСОЈ) на којој је поднет извештај о раду Савеза у претходном периоду и донети закључци о његовој будућој активности. Пленум је једногласно прихватио предлог Савеза металаца Хрватске да се од руководства Независних синдиката тражи да престане са полемиком преко радничке штампе са покрајинским руководством за Хрватску, јер то оставља штетне последице на чланство и углед синдиката.[11]
- Управа града Београда забранила је одржавање радничког збора у кафани „Петроград“, који је био заказао Извршни одбор ЦРСОЈ поводом пооштреног прогона Независних синдиката и десет узастопних забрана листа Организирани радник.[11]

#### 27. новембар
- У Загребу од 27. до 30. новембра одржан Четврти пленум Централног комитета Комунистичке партије Југославије (познат и као Новембарски пленум ЦК КПЈ), коме је присуствовало 17 чланова Централног комитета. На Пленуму је анализирано стање у партији, посебно „фракцијске борбе“, затим политичка ситуација, рад у синдикатима и др. Читав пленум протекао је у знаку веома оштрог сукоба између „левичара“ и „десничара“, који су остали у мањини и почели бојкот рада ЦК КПЈ. Пошто су крајем октобра били ухапшени Сима Марковић, политички секретар ЦК КПЈ и Лаза Стефановић, њихова места у Централном комитету су заузели Љуба Радовановић и Драгомир Марјановић, док је функцију политичког секретара ЦК КПЈ преузео Ђуро Цвијић. Пленуму је присуствовао и Филип Филиповић, као представник КПЈ у Балканској комунистичкој федерацији.[11]

## Децембар

#### 11. децембар
- На Цетињу Обласна скупштина Зетске области новац добијен од ратних репарација доделила једном трговцу из Подгорице на име зајма за набавку новог возног парка. Пошто би ово угрозило материјални положај већ постојећих шофера и аутопревозника они су ступили у генерални штрајк. Штрајк је избио на територији Зетске области, а већ сутрадан 12. децембра проширио се на територију читаве Црне Горе, тако да је читав друмски саобраћај био паралисан. После неколико дана штрајк је успешно завршен (био је ово најмасовнији штрајк у Црној Гори током 1927).[11]

#### 25. децембар
- У Београду 25. и 26. децембра одржана Трећа конференција железничара Југославије са циљем њиховог организацијоног издвајања из Савеза металаца и удруживања у посебан савез са седиштем у Загребу. Ова намер није остварена, јер јој се супротставила већина делегата, а за железничаре је при Савезу радника металне индустрије и обрта Југославије (СРМИиОЈ) била основана посебна „Централна секција железничара“.[11]

| Јануар Фебруар Март Април Мај Јун Јул Август Септембар Октобар Новембар Децембар |